# Roberto Vander
Roberto Vander, geboren als Frans Robert Jan van der Hoek, (Laren, 20 september 1950) is een Nederlands-Chileens acteur en zanger.
Hij werd in Nederland geboren en groeide op in Uruguay. Vander bracht twee albums uit en was werkzaam in onder andere Brazilië, Peru en Mexico. Daar kreeg hij een rol in de telenovela Cuna de lobos. Vander vestigde zich in Chili en verkreeg ook de Chileense nationaliteit. Hij is vooral bekend van zijn rollen in telenovelas uitgezonden in heel Latijns-Amerika en bekende producties zijn La Sexóloga (2012), Destilando amor (2007) en Bravo (1989).

## Discografie
- 1980 - En la esquina del café
- 1988 - Roberto Vander
- 1990 - María Sola